# Thomas Krief
Thomas Krief (5 giugno 1993) è uno sciatore freestyle francese, specialista nell'halfpipe.

## Biografia
In Coppa del Mondo ha esordito l'11 gennaio 2009 a Les Contamines (17º) e ha ottenuto il primo podio il 22 agosto 2012 a Cardrona (2º).
In carriera ha preso parte a un'edizione dei Giochi olimpici invernali, Soči 2014 (11º nell'halfpipe), e a due dei Campionati mondiali, vincendo una medaglia.

## Palmarès

### Mondiali
- 1 medaglia:
  - 1 bronzo (halfpipe a Oslo-Tryvann 2013)

### Coppa del Mondo
- Miglior piazzamento in classifica generale: 20º nel 2013.
- 2 podi:
  - 2 secondi posti